# Armas Launis
Armas Launis (22 avril 1884, Hämeenlinna - 7 août 1959, Nice) est un compositeur, ethno-musicologue, pédagogue, écrivain et journaliste finlandais.

## Le compositeur
Essentiellement compositeur d'opéras, le répertoire de Launis en compte dix (livret et musique).
Parmi eux, furent joués : 
- En Finlande :
  - en version scénique "Les sept frères"(1913), premier opéra comique finlandais et "Kullervo" (1917) ;
  - en version concert "Aslak Hetta" (2004 -Finlandia-direction Sakari Oramo).

- En France :
  - Kullervo en version scénique (1940 à Nice au Palais de la Méditerranée) et radiodiffusé sur Paris-Inter et Radio Monte-Carlo (1938-1940).
  - Jéhudith en version abrégée, fut donné à la radio (Paris-Inter-1954).

Également on retiendra des compositions de musique de chambre, des cantates, des chœurs, des suites pour orchestre et la musique du premier film ethnographique finlandais Un mariage en Carélie, pays de la poésie (1921).

## L'ethno-musicologue
Launis est un des premiers chercheurs-collecteurs de musique populaire. Voyageur solitaire et passionné, esprit curieux, à l'écoute des autres, il se rendit en Laponie (1904-1905-1922), au Kainuu (1902), en Ingrie (1903-1906), en Carélie (1902-1905), en Estonie (1930). Partout il rencontra longuement les habitants, les écouta, nota les mélodies. Il enregistra aussi des chanteurs, des pleureuses, des joueurs de kantele. Launis comprit la richesse et le dynamisme de la poésie chantée, l'importance de la culture populaire. Les nombreuses publications, l'ensemble de ses collectes font encore autorité aujourd'hui et enrichissent le patrimoine national.
Plus tard, il voyagea et séjourna en Afrique du Nord, s'intéressant aux musiques bédouines, arabes et berbères qui renouvelleront la couleur de sa musique (les opéras Théodora et Jéhudith).

## Le pédagogue
Docteur es lettres (1911), professeur agrégé, il enseigne de 1915 à 1922 l'analyse musicale et la composition à l'Université d'Helsinki. Il parfait ses études à Berlin (Wilhelm Klatte) et à Weimar (Waldemar von Baussnern).
Soucieux de l'enseignement musical pour tous, il fonda les premiers conservatoires populaires de Finlande, qui existent encore aujourd'hui. Il les dirigea jusqu'en 1930.
Dès 1920, il est pensionné à vie par l'État finlandais avec la possibilité de vivre à l'étranger.

## Le journaliste
Soucieux de garder le contact avec sa patrie, il est correspondant régulier de Helsingin Sanomat, de Uusi Suomi et de Suomen Kuvalehti, membre fondateur de la Société de la presse étrangère de la Côte d'Azur, journaliste à l'Association française d'expansion et d'échanges artistiques.
Définitivement installé en France, à Nice dès 1930, il participa activement aux échanges musicaux et culturels entre la France et la Finlande.

## Les œuvres

### Opéras
- Les sept frères (1913)
- Kullervo (1917)
- Aslak Hetta (1922)
- Le chant de la sorcière (1934)
- Le foulard carélien (1937)
- L'été qui ne vint jamais (1936)
- Jéhudith (1937-1940)
- Il était une fois (1939)
- Théodora (1939)
- Les flammes gelées (1957)

### Livres
- Über Art, Entstehung und Verbreitung des estnisch-finnischen Runenmelodien (1910)
- Ooppera ja puhenäytelmä:muutamia vertailevia piirteitä (1915)
- Esivanhempieni muisto 1500-1900 (1921)
- Aslak Hetta: 3 näytöksinen ooppera (libretto-1921)
- Kaipaukseni maa.Lapinkävijän muistoja (1922)
- Murjaanien maassa (1927)
- Suomen maaseutukaupunkien kansankonservatoriot (1927)
- Erään Turumaalaisen saaristolaisuvun vaiheita (1929)
- Tunturisävelmiä etsimässä. Lapissa 1904 ja 1905. (Minna-Riikka Järvinen)(2004)

### Collections de mélodies
- Lappische Juoigos-Melodien (1908)( Mélodies lapones)
- Suomen kansan sävelmiä IV:Inkerin runosävelmät (1910)
- Suomen partioväen laulukirja (1917)
- Suomen kansan sävelmiä IV:II Karjalan runosävelmät(1930)
- Eesti runoviisid (Tartto 1930)

### Articles
- Runosävelmistä (Kalevalaseuran vuosikirjaI,1921)
- Kullervo-oopperan esihistoriaa (Kalevalaseuran vuosikirja I,1921)
- Saamein säveleitä etsimässä (Kalevalaseuran vuosikirja 2,1922)
- Muuan karjalainen kanteleensoittaja (Kalevala seuran vuosikirja,1923)

## Sources
- Ahmajärvi, Jouni 2003:"Se maa on taikamaa, on maa mun kaipauksen".Armas Launiksen kuva Lapista ja saamelaisista.Julkaisematon pro gradu-tutkielma. Oulun yliopisto, Historian laitos.
- Fantapié, Henri-Claude 2000:Armas Launis(1884-1959): un compositeur finlandais dans le contexte niçois et  français.Boréales 2000:78/81, p. 213-230.
- Fantapié, Henri-Claude 2003:Quand un compositeur du Nord croise un collègue venu du Sud… Boréales 2003: 86/89, p. 249-263.
- Fantapié, Henri-Claude 2002: Armas Launis (1884-1959) Suomalainen säveltäjä Nizzan ja Ranskan maisemissa. Trad. Erkki Salmenhaara. Musiikki 3-4/2001. Suomen Musiikkitieteellinen seura, Helsinki.
- Hako, Pekka 1982:Armas Launis 1884-1959.-Felix Krohn, Armas Launis, Ernst Linko.Hämeen läänin taidetoimikunta, Hämeenlinna.
- Hako, Pekka 2004:Armas Launis:opera composer.Finnish music quarterly 2004:2, s.42-47.
- Heinonen, Kati 2005: Armas Launiksen fonogrammit Soikkolasta: laulutavan, runon ja laulutilanteen välisiä yhteyksiä kalevalamittaisessa runoudessa. Pro gradu-tutkielma, http://ethesis.helsinki.fi/julkaisut/hum/kultt/pg/heinonen/.
- Jouste, Marko 2004: Armas Launiksen vuoden 1904 Lapin matkan joikusävelmien keräys ja soiva vertailuaineisto.-Musiikin suunta 2004: 2, s.58-81.
- Järvinen, Minna Riikka 2004: Ummikkona Pohjan perille.-Launis, Armas:Tunturisävelmiä etsimässä. Lapissa 1904 ja 1905. Toim. Minna Riikka Järvinen. Helsinki: SKS, 341-351.
- Tomasi, Henri 1940:Armas Launis.Notes biographiques. Kullervo.Autres œuvres.Préface de H.Holma.London.
- Väisänen, A.O.1960:Armas Launis 1884-1959. Kalevalaseuran vuosikirja 40, s.345-349.
- Tarasti Eero, Muotokuvia, Imatran Kansainvälisen Semiotiikka-Instituutin julkaisuja, nr.3